# River Glenderamackin
Der River Glenderamackin ist ein Fluss im Lake District, Cumbria, England. Der River Glendaramackin entsteht am Mungrisdale Common nördlich des Blencathra. Der Fluss fließt zunächst in südöstlicher Richtung, wendet sich am südlichen Ende des Souther Fell aber nach Norden, um an dessen Westflanke entlang nach Norden zu fließen. Am nördlichen Ende des Souther Fell wendet er sich an der Ortschaft Mungrisdale in südlicher Richtung entlang der Ostflanke des Souther Fell. Beim erneuten Erreichen des Südendes des Souther Fells wendet sich der River Glenderamackin nach Westen. Südwestlich des Ortes Threlkeld vereinigt er sich mit dem St John’s Beck zum River Greta.